# 한국학대학원
한국학대학원(韓國學大學院, The Graduate School of Korean Studies)은 대한민국 경기도 성남시에 위치한 특별법법인 대학원대학이다.
인문사회과학 이론 탐구와 대한민국 문화 창달과 더불어 한국학의 세계화에 기여할 연구자 양성을 위해 「한국학중앙연구원육성법」 제6조에 의거하여 한국학중앙연구원이 설립한 대학원대학이다. 일반대학원 과정이며 특별법법인으로 지정되어 있다.

## 연혁
- 1979년 12월 5일, 한국학대학원이 「한국학중앙연구원육성법」 제6조에 의거하여 설립되었다.[3][4]
- 1980년 3월 5일 개교하였다.
- 1983년 3월 28일, 한국정신문화연구원부속대학원으로 교명을 변경하였다.
- 1989년 1월 9일 본래의 명칭인 한국학대학원으로 환원하여 현재에 이르고 있다.

## 교육편제
한국학대학원은 일반대학원 체제로, 석·박사 과정 모두 제공하고 있다. 인문학부, 문화예술학부, 사회과학부, 글로벌한국학부 등 4개 학부를 설치하고 하위로 석사 13학과, 박사 12학과에 과정을 제공하고 있다.

## 교육 방침상의 특징

### 국제 교류
한국학대학원은 설립 취지와 연구자 양성 과정 상 대한민국과 관련된 학문에 치중되어 있음에도 불구하고 유학 지원자 수가 적지 않은 것으로 알려졌다. 한국학대학원 유학 지원자 수는 2009년 35명, 2010년 143명, 2011년 156명으로 집계됐으며 출신국가별로는 중국이 100명으로 가장 많았고, 이어 몽골 35명, 러시아 23명, 우즈베키스탄, 베트남, 대만 순이다.

## 사건과 비판

### 중국인 유학생 동북공정 참여
2011년 9월 22일 정두언 한나라당 의원은 한국학중앙연구원 국정감사에서 1993년 한국학대학원에 입학해 1999년 8월 '이홍장의 조선 인식과 정책 연구'라는 논문으로 박사학위를 받은 중국인 유학생 권혁수가 중국사회과학원이 중국의 고구려 연구성과를 총망라해 발간한 보고서 '고대 중국 고구려 역사 속론'의 공저로 참여했다고 밝혔다. 정 의원은 이어 "국가가 전액 장학금을 들여 키워낸 중국 유학생이 국가에 해를 끼치는 사례가 발생하는 등 외국인 유학생의 졸업 후 활동에 대한 관리가 되지 않고 있다"며 "졸업생 활동상황 점검과 사후 관리가 필요하다"고 말했다.

## 같이 보기
- 한국학중앙연구원